# NGC 7705
NGC 7705 é uma galáxia lenticular (SB0) localizada na direcção da constelação de Pisces. Possui uma declinação de +04° 48' 16" e uma ascensão recta de 23 horas, 35 minutos e 02,4 segundos.
A galáxia NGC 7705 foi descoberta em 27 de Outubro de 1864 por Albert Marth.